# Torneig d'escacs de Sant Sebastià

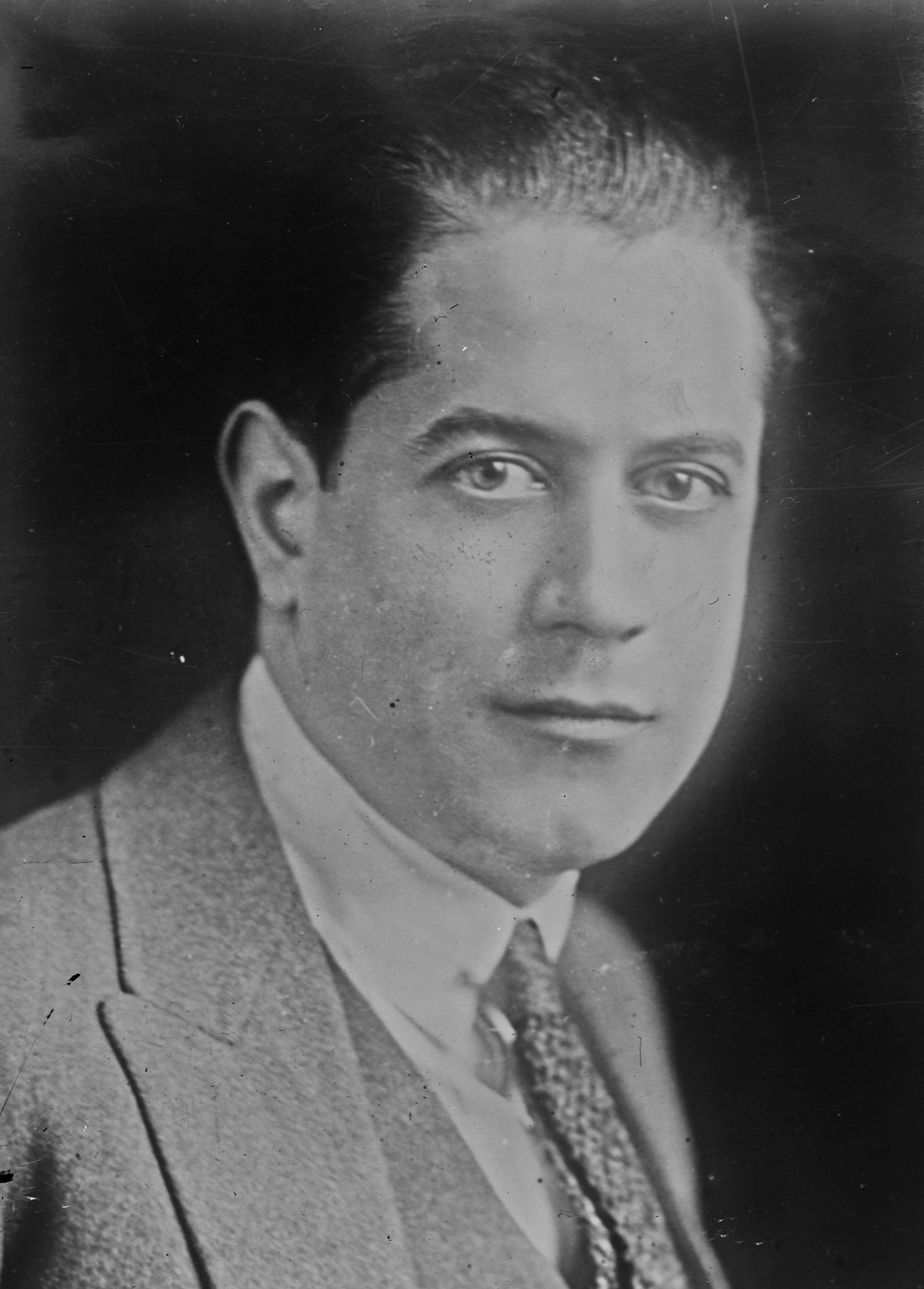
Fotografia del mestre d'escacs cubà José Raúl Capablanca Graupera.

Hi va haver dos torneigs d'escacs importants a Sant Sebastià, País Basc, els anys 1911 i 1912.

## Sant Sebastià 1911
El torneig va tenir lloc des del 20 de febrer al 17 de març del 1911. L'esdeveniment va ser organitzat per Jacques Mieses, que va insistir que totes les despeses dels mestres fossin pagades, un fet llargament desitjat i que passà per primer cop en un torneig internacional d'escacs a Sant Sebastià.
Els premis foren: 
- primer - 5000 francs
- segon - 3000 francs
- tercer - 2000 francs
- quart - 1500 francs.[2]

La resta reberen 80-100 francs per punt. Premi a la millor partida donat pel baró Albert Salomon von Rothschild dotat de 500 francs, el qual va guanyar Capablanca, per la seva partida contra el Dr. Bernstein.
| #  | Jugador                          | 1 | 2 | 3 | 4 | 5 | 6 | 7 | 8 | 9 | 10 | 11 | 12 | 13 | 14 | 15 | Total |
| 1  | José Raúl Capablanca             | * | 0 | ½ | ½ | ½ | ½ | 1 | 1 | 1 | ½  | ½  | 1  | 1  | ½  | 1  | 9½    |
| 2  | Akiba Rubinstein / Polònia       | 1 | * | ½ | ½ | ½ | ½ | ½ | ½ | ½ | ½  | ½  | 1  | ½  | 1  | 1  | 9     |
| 3  | Milan Vidmar / Eslovènia         | ½ | ½ | * | 0 | ½ | ½ | ½ | 1 | ½ | ½  | ½  | 1  | 1  | 1  | 1  | 9     |
| 4  | Frank James Marshall             | ½ | ½ | 1 | * | ½ | ½ | ½ | ½ | ½ | 1  | ½  | 1  | ½  | 0  | 1  | 8½    |
| 5  | Siegbert Tarrasch / Alemanya     | ½ | ½ | ½ | ½ | * | ½ | 1 | 1 | ½ | 0  | ½  | ½  | 1  | 0  | ½  | 7½    |
| 6  | Carl Schlechter / Àustria        | ½ | ½ | ½ | ½ | ½ | * | ½ | 0 | ½ | ½  | ½  | 1  | ½  | 1  | ½  | 7½    |
| 7  | Aron Nimzowitsch / Letònia       | 0 | ½ | ½ | ½ | 0 | ½ | * | ½ | 1 | 1  | ½  | ½  | ½  | ½  | 1  | 7½    |
| 8  | Ossip Bernstein / Ucraïna        | 0 | ½ | 0 | ½ | 0 | 1 | ½ | * | 1 | 1  | 1  | ½  | 0  | 1  | 0  | 7     |
| 9  | Rudolf Spielmann / Àustria       | 0 | ½ | ½ | ½ | ½ | ½ | 0 | 0 | * | ½  | 1  | ½  | ½  | 1  | 1  | 7     |
| 10 | Richard Teichmann / Alemanya     | ½ | ½ | ½ | 0 | 1 | ½ | 0 | 0 | ½ | *  | ½  | 0  | ½  | 1  | 1  | 6½    |
| 11 | Géza Maróczy / Hongria           | ½ | ½ | ½ | ½ | ½ | ½ | ½ | 0 | 0 | ½  | *  | 1  | ½  | ½  | 0  | 6     |
| 12 | Dawid Janowski / Polònia         | 0 | 0 | 0 | 0 | ½ | 0 | ½ | ½ | ½ | 1  | 0  | *  | 1  | 1  | 1  | 6     |
| 13 | Amos Burn / Anglaterra           | 0 | ½ | 0 | ½ | 0 | ½ | ½ | 1 | ½ | ½  | ½  | 0  | *  | 0  | ½  | 5     |
| 14 | Oldřich Duras / Txèquia          | ½ | 0 | 0 | 1 | 1 | 0 | ½ | 0 | 0 | 0  | ½  | 0  | 1  | *  | ½  | 5     |
| 15 | Paul Saladin Leonhardt / Polònia | 0 | 0 | 0 | 0 | ½ | ½ | 0 | 1 | 0 | 0  | 1  | 0  | ½  | ½  | *  | 4     |

## Sant Sebastià 1912
El torneig va tenir lloc entre el 19 de febrer i el 23 de març del 1912. Aquest torneig va ser un dels cinc que Rubinstein va guanyar en un any (Sant Sebastià, Breslau, Bad Pistyan, Varsòvia i Vilna).
| #  | Jugador                          | 1  | 2  | 3  | 4  | 5  | 6  | 7  | 8  | 9  | 10 | 11 | Total |
| 1  | Akiba Rubinstein / Polònia       | ** | ½1 | 01 | ½1 | ½½ | 1½ | 01 | 11 | ½½ | ½1 | ½- | 12½   |
| 2  | Aron Nimzowitsch / Letònia       | ½0 | ** | 01 | 1½ | 0½ | 11 | 11 | ½½ | ½½ | 11 | ½- | 12    |
| 3  | Rudolf Spielmann / Àustria       | 10 | 10 | ** | 10 | 1½ | ½1 | ½½ | ½1 | ½½ | 1½ | 1- | 12    |
| 4  | Siegbert Tarrasch / Alemanya     | ½0 | 0½ | 01 | ** | 11 | 01 | ½0 | ½½ | 11 | 11 | 1- | 11½   |
| 5  | Julius Perlis / Polònia          | ½½ | 1½ | 0½ | 00 | ** | 1½ | ½1 | ½½ | ½½ | 1½ | ½- | 10    |
| 6  | Frank James Marshall             | 0½ | 00 | ½0 | 10 | 0½ | ** | ½1 | 1½ | ½½ | 11 | 1- | 9½    |
| 7  | Oldřich Duras / Txèquia          | 10 | 00 | ½½ | ½1 | ½0 | ½0 | ** | ½½ | ½1 | 01 | ½- | 8½    |
| 8  | Carl Schlechter / Àustria        | 00 | ½½ | ½0 | ½½ | ½½ | 0½ | ½½ | ** | ½½ | 1½ | ½- | 8     |
| 9  | Richard Teichmann / Alemanya     | ½½ | ½½ | ½½ | 00 | ½½ | ½½ | ½0 | ½½ | ** | ½½ | ½- | 8     |
| 10 | Paul Saladin Leonhardt / Polònia | ½0 | 00 | 0½ | 00 | 0½ | 00 | 10 | 0½ | ½½ | ** | 1- | 5     |
| 11 | Leó Forgács / Hongria            | ½- | ½- | 0- | 0- | ½- | 0- | ½- | ½- | ½- | 0- | ** | 3     |
Forgacs només va jugar la primera meitat del torneig.
Els premis foren: primer - 5000 francs, segon - 3000 francs, tercer - 2000 francs, quart - 1500 francs. La resta reberen 100 francs per punt.